# Сэндвич-панель

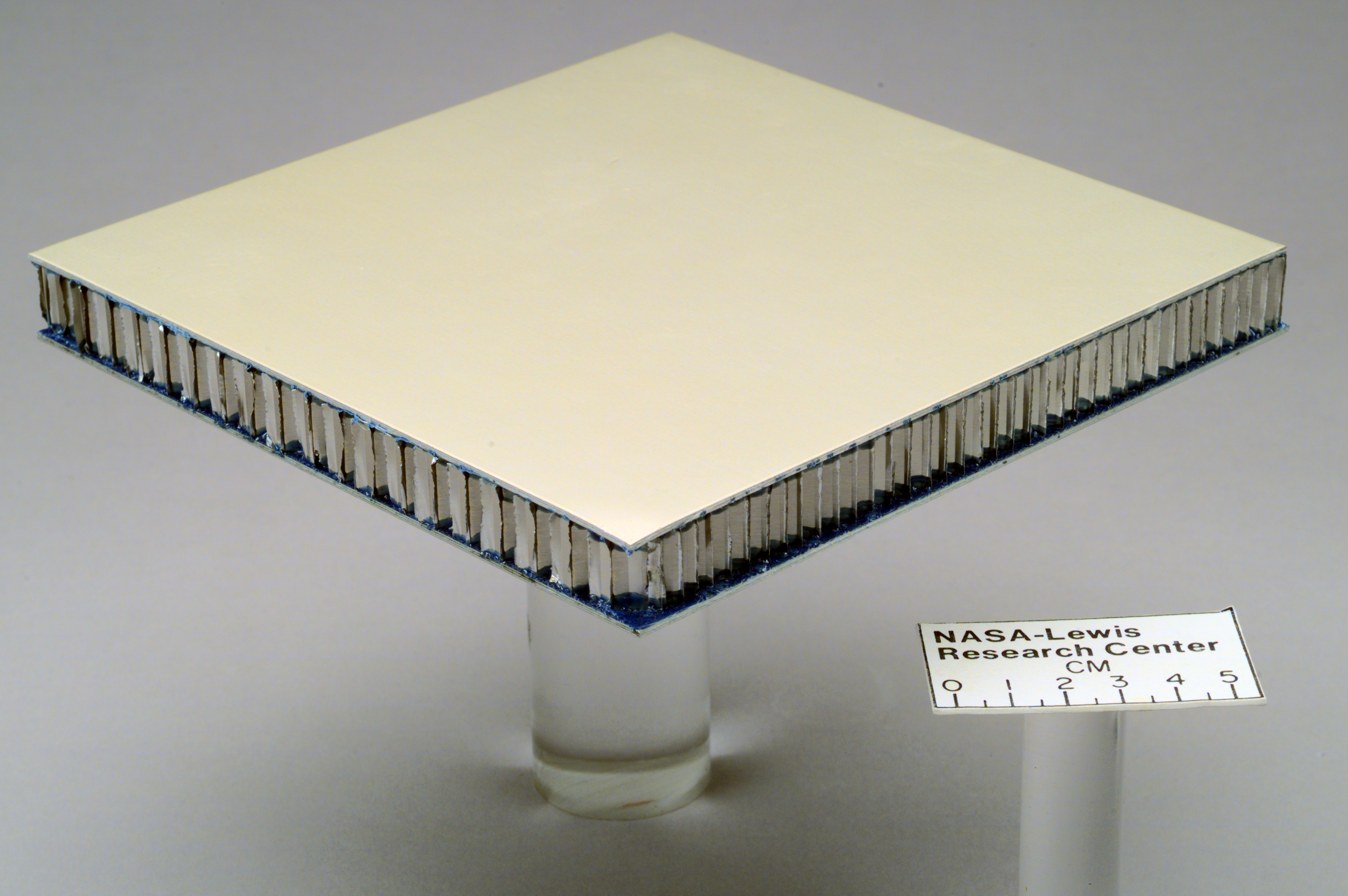
Композитная сэндвич-панель испытывается NASA.

Сэндвич-пане́ль (англ. sandwich — многослойный бутерброд) — строительный материал, имеющий трёхслойную структуру, состоящую из двух листов жёсткого материала (металл, ПВХ, ДВП, магнезитовая плита) и слоя утеплителя между ними. Все детали сэндвич-панелей склеиваются между собой с помощью горячего или холодного прессования. В зависимости от назначения выделяются кровельные и стеновые панели.
В жилищном строительстве сэндвич-панели применяются для строительства быстросборных каркасных домов. В строительстве используется несущая утепленная панель (СИП, от английского SIP, Structural Insulated Panel), которая состоит из двух ориентированно-стружечных плит (ОСП или OSB), между которыми под давлением приклеивается слой твердого утеплителя (пенополистирола), либо под давлением закачивается пенополиуретан (PUR).

В коммерческом строительстве сэндвич-панели применяются для строительства быстровозводимых зданий на основе металлического каркаса (промышленные цеха, автомойки, торговые центры, сельскохозяйственные здания, спортивные сооружения и т. д.). В качестве ограждающих конструкций таких зданий используются сэндвич-панели с покрытием из металла, которые имеют полимерную основу и служат финишной отделкой, как снаружи быстровозводимых зданий так и внутри.

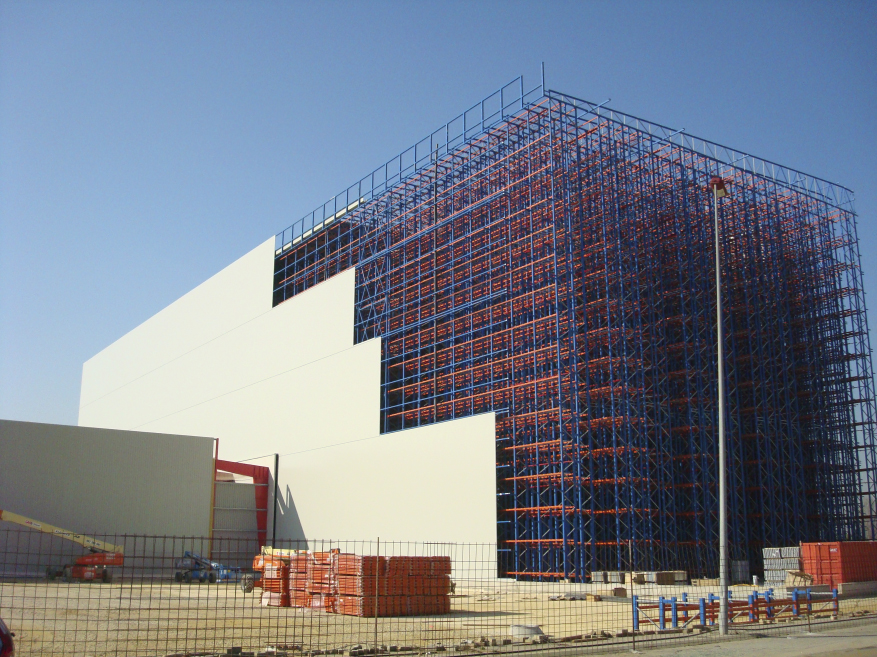
Пример использования сэндвич-панелей (вертикальная раскладка) в строительстве промышленного здания.

## История

### Появление сэндвич-панелей в США
В 1930 году американский архитектор Фрэнк Ллойд Райт впервые использовал сэндвич-панели с сотовым наполнителем в проекте одноэтажного коттеджа «Unsonian», который проектировался как пример экономичного жилья. Сэндвич-панели, разработанные Райтом, имели ряд недостатков, но первоочередной задачей изобретения было сочетание в панелях эстетичности и лёгкости в эксплуатации.
1950-м году американский архитектор Олден Б. Доу (Alden B. Dow), ученик Райта и брат генерального директора компании «Dow Chemical», создаёт эргономичные трёхслойные сэндвич-панели с полиэстером и покрытием из фанеры. Материал используется для строительства дома The Sandwich Panel House #1, также известном как Paul N. Sutton Residence по адресу 4619 Concord Court в городе Мидланд, штат Мичиган.
В мае 1959 года американская компания Koppers Inc. впервые начала массовое производство сэндвич-панелей для строительства жилых домов. Для этого компания переоборудовала цех бывшей Hundson Motor Car Plant в Детройте. Сэндвич-панели под торговой маркой Dylite выпускались на основе полистирола, в качестве обшивки также использовалась фанера.
В 1960 годы американская компания Alside Home Program сумела значительно сократить время производства сэндвич-панелей с нескольких часов до 20 минут. Однако, спрос на сэндвич-панели был незначительный, так что компания вскоре обанкротилась.

### История PIR- и PUR-панелей
По данным ассоциации EPIC (Engineered Panels in Construction), технология сэндвич-панелей с наполнителем из пенополиизоцианурата (PIR) и пенополиуретана (PUR) появилась в 70-е годы. До середины 80-х такие панели монтировались непосредственно на месте строительства, однако в начале 90-х появились первые сэндвич-панели с наполнителем из пенополиуретана как конечный продукт. К концу 90-х такие панели занимали уже 40 % рынка сэндвич-панелей

### Производство сэндвич-панелей в России
В СССР собственное производство появилось только в 1974 году. Первым производителем трехслойных сэндвич-панелей с наполнителем из пенополиуретана (ППУ) и минеральной ваты стал Челябинский завод профилированного стального настила, расположенный в городе Челябинске.
Решение о создании завода было принято Центральным Комитетом КПСС и Советом Министров СССР с целью помощи Челябинскому тракторному заводу имени В. И. Ленина по переходу на производство гусеничных тракторов типа Т-130. Позже в Москве было подписано соответствующее постановление секретарем Центрального Комитета КПСС Брежневым Л. и Председателем Совета Министров Союза ССР Косыгиным А. № 383 от 28 мая 1970 года. На основе перечня объектов Минтяжстроя СССР правительство планировало построить на базе Челябинского завода профилированного стального настила несколько цехов:
- Цех по производству жестких минераловатных плит на синтетической основе с годовой мощностью в 200 тыс. м³ плит,
- Цех по производству профилированного оцинкованного стального настила покрытий промышленных зданий и по производству стеновых ограждающих конструкций с отделением окраски с годовой мощностью в 2.3 млн м².

4 февраля 1974 года Государственной комиссией подписан акт приемки и пуск Челябинского завода профилированного стального настила. На заводе стали испытывать первые пробные партии сэндвич-панелей. 23 февраля 1975 года началось серийное производство сэндвич-панелей, приуроченное к Дню Советской Армии. Со временем завод стал обеспечивать потребности 60 % строек СССР.

### Перспективы развития
Одним из перспективных направлений развития сэндвич-панелей является создание панелей, генерирующих электроэнергию. В частности, в Швейцарии ещё в 2009 году была разработана технология производства сэндвич-панелей с фотоэлементом производства Flexcell. Фотоэлемент защищён слоем стеклопластика. Внутренняя часть сэндвич-панели заполнена вспененным полимером. Такие сэндвич-панели были использованы для строительства одного из корпусов Федеральной политехнической школы в Лозанне (Швейцария).

## Профили сэндвич-панелей

Сверху изображён композитный сэндвич в сборе (А); под ним лицевые отделочные панели (B) и утеплитель (C).

Профили бывают двух типов: стеновые и кровельные.
Стеновые сэндвич-панели по типу внешнего профиля разделяются на гладкие, простые профилированные и декоративные профилированные (сайдинговые и бревенчатые).
Кровельные сэндвич-панели могут быть профилированными с обеих сторон или только с наружной стороны.

## Утеплитель
В качестве утеплителя используется:
- минеральная вата (базальтовое волокно)
- пенополиуретан PUR (и очень похожий пенополиизоцианурат PIR)
- пенополистирол
- стекловолокно
- полипропилен

### Минеральная вата
Один из наиболее востребованных в настоящее время утеплителей для сэндвич-панелей. Базальтовое волокно производится из силикатных расплавов горных пород, шлаков или их сочетаний. Как правило, панели с минватой актуальны при возведении несложных по конструкции построек, ремонт которых при возникновении необходимости будет проведен очень быстро. Минеральная вата ценна тем, что не поддерживает открытого горения; она обеспечивает отличные показатели тепло- и звукоизоляции, стойко переносит температурные колебания, воздействие агрессивных веществ.

### Пенополиуретан (ППУ)
Имеет ячеистую структуру. Его отличает уникальное сочетание лёгкости и прочности. Долговечность эксплуатации ППУ не зависит от уровня влажности окружающей среды. Панели с пенополиуретаном обеспечивают высокий уровень гидро- и теплоизоляции. ППУ не подвержен воздействию плесени, грибков, насекомых и грызунов, а также других неблагоприятных биологических факторов. ППУ относится к категории трудносгораемых материалов, особенно его разновидность полиизоцианурат (ПИР). При воздействии открытого пламени на поверхности ПИР образуется углеродная корка-матрица, препятствующая дальнейшему распространению пламени и способствующая самозатуханию материала.

### Пенополистирол
Малый по весу материал, имеющий ячеистую структуру. Это утеплитель, который широко используется при строительстве цехов, складских помещений, торговых павильонов, холодильных камер, дачных и жилых домов по «канадской технологии» и так далее. Сэндвич-панели с пенополистиролом монтируются/демонтируются в короткие сроки.

### Стекловолокно
Является специфичным материалом, производимым из тончайших стеклянных нитей. Панели со стекловолокном, прежде всего, востребованы благодаря своим звукопоглощающим свойствам. По общим характеристикам стекловолокно схоже с базальтовыми волокнами. Оно негорючее, экологичное, удобное при перевозке и монтаже. Отмечается хорошая устойчивость к воздействию химических веществ. Сэндвич-панели из стекловолокна нельзя использовать при температуре более 400 °C.

### Полипропилен
Сотовые панели обладают хорошей устойчивостью к воде, к большинству кислот, щелочей и солей. Также отличаются низкой теплопроводностью, высокой прочностью при сжатии и лёгким весом. Защита сотовых панелей от воздействия огня и ультрафиолета обеспечивается за счет правильного выбора облицовочных материалов (например, алюминий, МДФ, ДСП, акрил, стеклопластик и пр.).

## Покрытие
Наружные слои сэндвич-панелей изготавливаются, как правило, из оцинкованной стали, однако могут изготавливаться и из других материалов, в частности композитов на основе древесной стружки. Для покрытия из стали важен состав дополнительного покрытия, качество которого во многом определяет характеристики сэндвич-панелей (срок службы, выцветание и т. д.).
Основные материалы, используемые в качестве покрытия для панелей типа сэндвич: оцинкованная сталь, алюцинк, гипсокартон, пластизол, полидифторионад, полиэстер, пурал.
- Оцинкованная сталь надёжно защищает поверхность от коррозии. Долговечность конструкции прямо пропорциональна толщине слоя цинка. Покрытие характеризуется простотой в обращении.
- Алюцинк — это сплав алюминия и цинка, запатентованный американской компанией Bethlehem Steel (сейчас Mittal Steel). Точный состав вещества: 55 % алюминия, 43,4 % цинка, 1,6 % кремния. Покрытие отражает ультрафиолетовое излучение. Панели с таким верхним слоем могут эксплуатироваться при температуре до +315 °C.
- Гипсокартон представляет собой материал из двух листов строительного картона с сердечником в виде гипса. Это лёгкое и абсолютно безопасное покрытие для панелей; актуально для использования при отделке жилых помещений.
- Пластизол — это модифицированный с помощью пластификаторов поливинилхлорид. В виду повышенной плотности покрытие сохраняет свои эксплуатационные свойства даже в неблагоприятных условиях окружающей среды. Пластизол хорошо переносит механическое воздействие. Подходит как для внутренней, так и для внешней отделки.
- Пластиковые листы из жесткого ПВХ, полистирола или полипропилена — имеют многозадачное направление при строительстве быстровозводимых зданий.
- Полидифторионад (PVF2) — состав, формируемый из 80 % пластизола и 20 % акрила. Слой полидифторионада надёжно защищает материал от вредного воздействия перепадов температур, ультрафиолета, коррозии.
- Полиэстер вырабатывается из полиэфиров, имеет волокнистую структуру. Хорошо переносит даже регулярное действие высоких температур. Покрытие на основе полиэстера не выгорает, адекватно воспринимает механическое воздействие.
- Пурал является веществом, которое получается из модифицированного полиамидом полиуретана. Защищает поверхность от коррозии, выгорания, разрушения под действием перепада температур. Используется как внутри, так и снаружи здания.
- ОСП (OSB) ориентированно-стружечная плита, создаётся путём склеивания деревянной стружки под высоким давлением.
- Влагостойкий оргалит[14] — композитный материал из древесных волокон и стружек на основе клея. Степень влагостойкости материала зависит от применяемого клея.

## Цвет сэндвич-панелей
Для сэндвич-панели с покрытием из стали гамма оттенков определяется по международным цветовым каталогам RR (RaColor — 22 основных цвета) и RAL (RAL 841 GL — 202 цвета, RAL 840 HR — 17 цветов). При выборе цвета учитывается его способность к светопоглощению/светоотражению, так как в совокупности с характеристиками окружающей среды это условие будет во многом предопределять общий срок службы постройки.

## Теплотехнические свойства
Важнейшим параметром энергоэффективености сэндвич-панелей является термосопротивление (R0), которое учитывает тепловые потери в замковой части конструкции. Минимальное приведенное сопротивление теплопередачи (при 25 °С) для качественных сэндвич-панелей приведено в таблице:
| Толщина панели, мм | Термосопротивление, м2*К/Вт | Термосопротивление, м2*К/Вт |
| Толщина панели, мм | Минеральная вата            | Пенополиуретан              |
| 40                 | -                           | 2,0                         |
| 60                 | -                           | 2,9                         |
| 80                 | 2,1                         | 3,8                         |
| 100                | 2,6                         | 4,7                         |
| 120                | 3,1                         | 5,7                         |
| 140                | 3,6                         | 6,6                         |
| 160                | 4,1                         | 7,5                         |
| 180                | 4,6                         | 8,4                         |
| 200                | 5,1                         | 9,3                         |
| 210                | 5,3                         | -                           |
| 230                | 5,8                         | -                           |

Конструкция здания из сэндвич-панелей может считаться энергоэффективной, если её воздухопроницаемость составляет менее 1,5 м3/м2час. При этом лучшие образцы панелей могут достигать воздухопроницаемости в пределах 0,6-0,9 м3/м2час.

## Достоинства материала
- Быстрые сроки возведения или ремонта зданий.
- Строительство может производиться в любое время года, практически вне зависимости от температуры.
- Высокие показатели теплоизоляции (показатели теплопроводности от 0,022 Вт/Мк).
- Экологичность, гигиеничность, безопасность для человека.
- Низкая нагрузка на фундамент постройки.
- Лёгкость транспортировки.
- Не требуется дополнительная отделка.
- Высокая звукоизоляция.
- Возможность использования в сфере пищевой промышленности и мед. учреждениях.
- Отсутствие реакции на воздействие химически агрессивных веществ или биологических факторов (плесень, грибок).
- Низкая цена по сравнению с аналогами (кирпич, бетон, дерево).

## Недостатки материала
- Не выдерживают существенную дополнительную нагрузку.
- Высокая вероятность косметического повреждения (царапины),
- Сквозняк холодного воздуха через щели в местах соединения (устранимо монтажной лентой),
- Промерзание или «мостики холода» панелей в местах соединения из-за отсутствия утеплителя,
- Повреждение каркаса и крепежа в месте стыка панелей из-за «точки росы» и обильного конденсата,
- Деструкция или «усыхание» плит материала, приводящие к постепенному их уменьшению и появлению щелей между плитами, в случае с плитами из пенополистирола[16][17].
- Эмиссия токсичного формальдегида с поверхности OSB-плит, которыми обычно облицовываются SIP-панели.

## Сэндвич-панели поэлементной сборки
Помимо классических (клееных) существует и другая разновидность сэндвич-панелей — это панели поэлементной сборки. Основным отличием от классических панелей является то, что они собираются и монтируются непосредственно на строительном объекте из трех видов комплектующих: самонесущего кассетного профиля (основы панели поэлементной сборки), утеплителя и, как правило, профнастила в качестве внешнего слоя. Такие панели являются более экономичными, но и более трудоемкими при монтаже быстровозводимых зданий.